# Tatort: Blackout
Blackout ist ein Fernsehfilm aus der Krimireihe Tatort und eine Produktion des SWR in Zusammenarbeit mit Maran Film. Diese 921. Episode der Reihe wurde am 26. Oktober 2014 im Ersten Deutschen Fernsehen sowie auf ORF 2 und SRF 1 zum ersten Mal ausgestrahlt.
Das Ludwigshafener Ermittlerduo Lena Odenthal und Mario Kopper hat in Odenthals 60. Fall einen sexuell motivierten Mord an einem verheirateten Mann aufzuklären. Es ist die Jubiläumsfolge für Lena Odenthal, die 25 Jahre zuvor, am 29. Oktober 1989, zum ersten Mal ermittelt hatte. Darüber hinaus ist es die erste Folge mit LKA-Ermittlerin Johanna Stern, die später nach dem Ausscheiden Koppers als neue Hauptermittlerin mit Odenthal ermittelt.

## Handlung
Eine Maklerin findet in der Wohnung, die sie gerade vermieten will, ihren Ehemann in einer sexuell demütigenden Weise tot auf. Der Tote wurde erdrosselt und ihm wurde eine Champagner-Flasche in den Anus geschoben. Er heißt Justus Wagner und war 36 Jahre alt. Lena Odenthal, deren Kollege Kopper gerade in Urlaub gefahren ist, befragt am Tatort die Ehefrau des Toten. Dieser hatte offenbar das leerstehende Musterapartment als Liebesnest genutzt und sich mit einer Geliebten dort getroffen. Die Witwe leugnet diese Möglichkeit und gibt an, dass ihr Mann öfter mit einem Freund abends weggegangen sei. Manchmal habe er anschließend im Gästezimmer übernachtet, deshalb hatte sie seine Abwesenheit nicht bemerkt. Von Affären ihres Mannes wisse sie nichts. Ein Alibi hat Frau Wagner für die Tatzeit nicht. Odenthal vernimmt anschließend Tobias Wagner, den Bruder des Toten. Dieser hatte Justus Wagner in der Tatnacht angerufen und ihm gesagt, er wolle nichts mehr mit Moritz Lohse, seinem Geschäftsführer, zu tun haben. Einen Grund nannte er nicht. Tobias Wagner war zur Tatzeit mit seiner Schwägerin zusammen. Unterdessen hat die LKA-Ermittlerin Johanna Stern, die als Urlaubsvertretung für Kopper da ist, einen Obdachlosen ermittelt, der die Tat von einem Rohbau gegenüber dem Tatort beobachtet haben könnte. Dieser konnte allerdings noch nicht gefunden werden.
Unterdessen wird ermittelt, dass Justus Wagner langsam durch Ersticken ermordet wurde, die äußerlichen Verletzungen wurden ihm prämortal zugefügt. Das Opfer war, bevor er getötet wurde, mit K.O.-Tropfen betäubt und dann mit der Flasche anal vergewaltigt worden. Odenthal sucht Moritz Lohse auf, doch dieser sagt aus, seinen Kollegen am Tatabend nicht getroffen zu haben. Er bestreitet auch, dass Wagner ihn hinauswerfen wollte, weil er sich von ihm hintergangen fühlte. Unterdessen wird eine junge Frau, Betty Adam, ermittelt, die am Vorabend mit K.-o.-Tropfen vergiftet wurde und orientierungslos über die Rheinbrücke torkelte. Am nächsten Tag kann sie sich an nichts mehr erinnern. Spuren einer Vergewaltigung waren an ihr nicht festgestellt worden. Am Abend suchen Odenthal und Stern die Bar auf, die der Tote am Tatabend besucht hatte. Der Barkeeper sagt aus, dass Wagner dort am frühen Abend in Begleitung einer jungen Frau mit Schmetterlings-Tattoo war; beide hätten die Bar zusammen verlassen. Die junge Frau war Betty Adam. Odenthal sucht diese noch einmal auf. Sie kann sich dunkel an das Gesicht von Justus Wagner erinnern und dass sie mit ihm in der Bar war. Als Odenthal gegangen ist, reden Betty und ihre Mitbewohnerin Charlotte Wittmann über den Toten als Vergewaltiger, der Betty die K.-o.-Tropfen verabreicht hat. Beide sind erleichtert, dass er tot ist.
In die Geschäftsräume von Justus Wagner und Moritz Lohse wird eingebrochen. Odenthal verdächtigt Lohse, den Einbruch fingiert zu haben, um Beweismittel verschwinden zu lassen. Stern hat unterdessen herausgefunden, dass es drei Fälle mit Frauen gab, die ebenfalls mit K.-o.-Tropfen betäubt und anal penetriert ausgesetzt wurden, allerdings wurden alle Opfer gewürgt, aber keines ermordet. Stern vermutet einen Zusammenhang zu dem Mordfall Wagner. Odenthal vernimmt Adam noch einmal im Präsidium. Sie war alleine in die Bar gegangen und hatte dort Justus Wagner kennengelernt. Sie sagt sie wollte feiern und mal wieder mit einem Mann Spaß haben. Weiter könne sie sich an nichts erinnern. In der Champagner-Flasche konnten keine Spuren von K.-o.-Tropfen gefunden werden, auch in der Wohnung des Opfers konnten nirgendwo solche Spuren gefunden werden. Aus der Analyse seines SMS- und E-Mail-Verkehrs geht allerdings hervor, dass Wagner seine Frau oft betrogen hat. Auf Vorhalt gibt diese zu, davon gewusst zu haben, doch behauptet diese, ihren Mann trotzdem geliebt zu haben. Odenthal verdächtigt sie jedoch, sich an ihrem Mann für die Untreue gerächt zu haben, und sagt ihr dies auf den Kopf zu. Es kann sich auch um einen Racheakt eines der anderen Vergewaltigungsopfer handeln. Stern hat unterdessen herausgefunden, dass alle drei weiblichen K.O.-Tropfen-Opfer zur Tatzeit ein Alibi hatten. Odenthal wird am Abend ins Krankenhaus gerufen. Frau Wagner hatte einen Suizidversuch unternommen. Odenthal entschuldigt sich für ihre Verdächtigungen. Frau Wagner sagt, dass Justus ein großer Junge gewesen sei, der dachte, dass das, was ihm Spaß mache, auch anderen Spaß mache. Er habe niemanden verletzen wollen. 
Unterdessen konnte der Obdachlose ermittelt werden, der im Rohbau von Musterwohnungen neben dem Tatort campiert und etwas gesehen haben könnte. Der Obdachlose sagt aus, dass in der Wohnung zwei Männer und eine Frau gewesen seien. Er kann allerdings bei einer Gegenüberstellung weder Moritz Lohse noch Tobias Wagner identifizieren. Odenthal vernimmt Tobias Wagner. Dieser streitet die Tat jedoch ab und schafft es, bei Odenthal Selbstzweifel zu wecken. Stern findet unterdessen heraus, dass eine der vergewaltigten Frauen Moritz Lohse wiedererkannt hat. Odenthal sucht erneut Betty Adam und Charlotte Wittmann auf. Die beiden geben sich betroffen, dass es noch einen zweiten Mann in der Wohnung gab. Betty befürchtet, dass zwei Männern sie vergewaltigten wollten. Er kann nun doch nicht bestätigen, dass es wirklich zwei Männer und eine Frau waren, die er in der Wohnung beobachtet hat, es könnten auch zwei Frauen und ein Mann gewesen sein. Allerdings ist er sich sicher, einen Motorroller vor dem Haus beobachtet. Odenthal verdächtigt Charlotte Wittmann, die einen Motorroller hat, am Tatort gewesen zu sein. Die Polizei konnte zwei Sektgläser aus einem Müllcontainer sicherstellen, an einem sind ihre Fingerabdrücke und Spuren von K.-o.-Tropfen, das andere Glas ist clean. Odenthal und der vorzeitig aus dem Urlaub zurückgekehrte Kopper suchen Betty Adam erneut auf und konfrontieren sie mit den neuen Erkenntnissen. Charlotte Wittmann sucht unterdessen Moritz Lohse auf.
Betty Adam räumt ein, dass sie der Lockvogel für Charlotte gegenüber Justus Wagner gewesen ist. Sie sagt, Wagner habe früher Charlotte mit K.-o.-Tropfen betäubt und vergewaltigt. Betty hat ihr bei ihrem Racheplan geholfen. Sie hätten in der Bar schon einige Wochen auf ihn gewartet, bis er endlich dort aufgetaucht sei. Sie hätten ihn nicht töten, sondern ihm nur eine Lektion erteilen wollen. Nachdem sie ihn betäubt hatten, hatte Wittmann ihn mehrfach geschlagen. Die Beamten finden kurz darauf den USB-Stick in der Wohnung von Wittmann und Adam, der bei Justus Wagner gestohlen worden war. Auf dem Stick ist Lohse, aber nicht Justus Wagner, zu sehen, wie er Charlotte vergewaltigt. Sie hat also offenbar „den Falschen“ umgebracht. Die Beamten stürmen daraufhin die Wohnung von Lohse, dort finden sie aber niemandem mehr vor.
Charlotte Wittmann hatte durch den Stick ihren Fehler erkannt, aber Lohse hat sie in seine Gewalt gebracht und droht, sie erneut zu vergewaltigen. Odenthal kommt in den Sinn, dass Lohse in einem Telefonat einen Steinbruch erwähnt hat, tatsächlich will Lohse dort Wittmann töten und verschwinden lassen. Als Odenthal und Kopper eintreffen, können sie Lohse festnehmen, allerdings hat er sein Opfer bereits getötet.
Als Nebenthema wird erzählt, dass Odenthal an schweren Schlafstörungen leidet. Sie bricht grundlos auf der Straße zusammen und betrinkt sich, wenn sie eigentlich nur den Barmann befragen will. Verschiedene Leute sagen ihr, dass sie krank aussehe. Kopper macht sich Sorgen um sie und kommt deshalb aus dem Urlaub zurück. Der Zuschauer weiß nicht, was die Schlafstörungen hervorruft. Stern sagt, Odenthal nehme sich die Fälle zu sehr zu Herzen. An anderer Stelle wird Einsamkeit der partnerlosen Odenthal als Grund angedeutet. Am Schluss des Films baut sie fast einen Autounfall, und es bleibt absichtlich offen, ob Charlotte ohne den Zeitverlust von wenigen Minuten, die durch den Fast-Unfall verlorengegangen sind, hätte gerettet werden können.

## Hintergrund
Der Film wurde vom Südwestrundfunk in Zusammenarbeit mit Maran Film produziert und in Ludwigshafen, Baden-Baden und Karlsruhe gedreht. Es gab eine Open-Air-Vorpremiere mit den Hauptdarstellern beim SWR Sommerfestival am 30. Mai 2014 in Mainz.

## Rezeption

### Kritik
Die Kritiker der Fernsehzeitschrift TV Spielfilm sahen in diesem „dick aufgetragene[n] Burn-out-‚Tatort‘“ „ein[en] unübersichtliche[n] Fall mit gestresster Heldin, aber gut gespielt. Neuzugang Lisa Bitter bringt aber frischen Ermittlerschwung in den Krimi.“
Spiegel online resümiert: „Nach längerer Durststrecke endlich mal wieder ein Tatort aus Ludwigshafen, der einen anfasst.“
Angesichts des Dienst-Jubiläums der Ludwigshafener Kommissarin fragt die Neue Zürcher Zeitung: „Wie also umgehen mit einer gewissen Feierlichkeit, die daher rührt, dass Frau Odenthal just in jenem Moment auftauchte, in dem die Mauer verschwand, ohne dies gleich mit sozialpolitischem Klimbim zu überfrachten? Die Autoren Eva Zahn und Volker A. Zahn finden in der Jubiläums-Folge ‚Blackout‘ diesbezüglich eine gute Mischung, welche die Vergangenheit mitnimmt und gleichzeitig in die Zukunft weist. Damit machen sie allerdings nicht zuletzt auch geschickt ein Hintertürchen auf für den Fall, dass der Facelift in Ludwigshafen partout nicht mehr gelingen sollte.“